# Anisographe innotata
Anisographe innotata là một loài bướm đêm trong họ Geometridae.